# Parc national de Boma
Le parc national de Boma (anglais : Boma National Park) est un parc national situé dans l'état de Jonglei au Soudan du Sud. Il a obtenu le statut de parc national en 1986.